# Octavia Hill
Octavia Hill, född 3 december 1838 i Wisbech, Cambridgeshire, död 13 augusti 1912 i London, var en engelsk filantrop och författare.
Hill påbörjade 1864 en i flera riktningar fruktbärande, världsbekant verksamhet till förbättrande av den fattigaste arbetarklassens bostäder. Hon hade med understöd av förmögna personer, däribland John Ruskin, inköpt bofälliga hus i Londons fattigare kvarter, låtit grundligt reparera dem och sedan för billigt pris uthyrt dem till arbetarfamiljer.
I syfte att vänja de fattiga vid ordentlighet och omtänksamhet förbands att punktligt varje vecka erlägga hyran till henne själv eller till de kvinnliga vicevärdar, vilka hon hade som medhjälpare och arbetade efter hennes plan. Även nya byggnader uppfördes för samma ändamål, samtidigt som ett icke obetydligt antal husägare ställde sina hus till Hills förfogande. Hon blev 1905 ledamot av Royal Commission on the Poor Laws.